# Тенчинский, Ян (ум. 1593)
Ян Тенчинский (пол. Jan Tęczyński; ум. 1 января 1593) — польский государственный деятель, praefectus camerae regiae в 1576 году, подкоморий надворный коронный в 1574 году, каштелян войницкий (1571—1593), староста люблинский (1564—1593), староста парчевский.

## Биография
Представитель польского магнатского рода Тенчинских герба «Топор». Старший сын Анджея Тенчинского (ок. 1480—1561), каштеляна краковского, и Анны Ожаровской. Брат — Анджей Тенчинский (ок. 1510—1588), воевода краковский.
Еще при жизни его отца он получил во владение рогатинское староство (1561—1564). Его наставником и учителем был Петр Скарга. Чтобы завершить образование, он путешествовал по Европе. В апреле 1561 года он гостил при императорском дворе в Вене, а затем во Франции, Испании, Португалии и Англии. В 1563 году он отправился в Швецию со своим двоюродным братом Яном Баптистом Тенчинским, но попал в плен к датчанам. Освободившись, он вернулся в страну и стал старостой люблинским, а в 1571 году вошел в сейм, взяв на себя управление каштелянство войницкое. Он подписал грамоту об избрании Генриха III Валуа, после чего отправился с посланником во Францию в 1573 году. Именно он во главе татарского дворцового хоругви преследовал его, но не смог уговорить вернуться. После избрания Стефана Батория новым королем Речи Посполитой в 1576 году от имени Сената он стал одним из опекунов Анны Ягеллон.
Он так и не женился, оставил семерых внебрачных детей и заботился о племянниках после смерти младшего брата Анджея. Он был протестантом и был похоронен в склепе замковой часовни в Тенчине.